# Sebastiaan Boogaard
Sebastiaan Boogaard (1980) werd bekend als tolk Nederlandse Gebarentaal bij het NOS Journaal op NPO 2 en het Jeugdjournaal.

## Opleiding en werk
Voordat Boogaard zijn opleiding tot tolk Nederlandse Gebarentaal voltooide aan het Instituut voor Gebaren, Taal & Dovenstudies was hij actief als docent op agogische hogescholen, als psychosociaal therapeut en coach. Hij was werkzaam voor Bureau Slachtofferhulp en Bureau Jeugdzorg, waarvoor hij internationaal lezingen gaf op het gebied van traumaverwerking en familieverhoudingen.
Hij geeft les aan tolken gebarentaal. Tevens was hij vaste columnist van het Algemeen Dagblad en actief als trouwambtenaar Buitengewoon Ambtenaar van de Burgerlijke Stand. In die functie was hij onder meer te zien bij Married at First Sight in augustus 2022.
Boogaard tolkt de wekelijkse live eucharistievieringen op tv en verzorgt de vertaling in The passion. Hij tolkt jaarlijks de conferences bij Karin Bloemen. Tevens werkt(e) hij met Brigitte Kaandorp, Jörgen Raymann, Marc de Hond, Paul de Leeuw en Najib Amhali. Door Sander van de Pavert werd hij meermalen geparodieerd bij Lucky TV.
Boogaard is ook regelmatig te zien bij
kinderprogramma's als Het klokhuis, de BZT Show, en Zapplive.
In 2016 had hij met Patrick Hoencamp bij Edwin Evers een wereldprimeur door in het kader van werelddovendag radio voor doven uit te zenden.